# ويكي جوجل الجانبي
ويكي جوجل الجانبي أداة للتعليقات التوضيحية على الويب من جوجل، تم إطلاقها في سبتمبر 2009 وتوقفت في ديسمبر 2011. ويكي الجانبي هو امتداد للمتصفح يسمح لأي شخص قام بتسجيل الدخول إلى حساب جوجل بتقديم وعرض التعليقات حول موقع ويب معين في شريط جانبي. على الرغم من الاسم، فإن الأداة لم تكن ويكيًا تعاونيًا، على الرغم من أن التعليقات كانت قابلة للتحرير بواسطة المؤلف.

## الوظائف
استخدمت جوجل خوارزميات التصنيف لتحديد مدى ملاءمة التعليقات وفائدتها، باستخدام معايير مثل تصويت المستخدمين لأعلى ولأسفل للتعليق، ومساهمات المستخدم السابقة. يمكن لأي شخص البحث عن الملف الشخصي للمساهم في جوجل وتقييم مصداقيته. جادل قيصر سنكابوتو من جوجل بأن الارتباط إلى الملفات الشخصية في جوجل سيساعد في زيادة جودة التعليقات، لأن «الأشخاص يتوقفون عن إبداء تعليقات تافهة عندما ترتبط بهم.»  يمكن لمالكي مواقع الويب «المطالبة» بموقعهم، ومنحهم الحق في أول تعليق على ويكي الجانبي لهذا الموقع. كما تم ربط الويكي الجانبي «بالمشاركات ذات الصلة من المدونات والمصادر الأخرى»، وهي ميزة يمكن اللعب بها. كان الويكي الجانبي متاحًا لكل من انترنت اكسبلور وفايرفوكس من خلال شريط أدوات جوجل، وعلى متصفح جوجل كروم من خلال وظيفة إضافية. بالنسبة للمتصفحات الأخرى مثل سفاري، كان متاحًا كبرنامج إشارة مرجعية تابع لجهة خارجية. يمكن مشاركة التعليقات عبر رابط أو بريد إلكتروني أو تويتر أوفيسبوك،  وكانت واجهة برمجة التطبيقات متاحة للمطورين.

## الإيقاف
في سبتمبر 2011، أعلنت جوجل أنها ستتوقف عن طرح عدد من منتجاتها، بما في ذلك ويكي جوجل الجانبي.

## تفاعل الجمهور
سمح ويكي الجانبي للمستخدمين بالتفاعل مع موقع ويب بطرق لا يستطيع مالك الموقع التحكم فيها، مما أزعج بعض مالكي مواقع الويب. اشتكى جيف جارفيس من أن ويكي الجانبي "يأخذ التعليقات بعيدًا عن مدونتي ويضعها على جوجل. يؤدي ذلك إلى إنشاء جوجل في تعارض القناة معي. إنه يسرق الكثير من قيمته"،  وأشار PaidContent إلى أن "جوجل تسير على قدم وساق خط رفيع في جهودها للابتكار في بعض المجالات التي لطالما كانت مجالًا للناشرين التقليديين، مع عدم إبعادهم. علقت مجلة PC Magazine أن ويكي الجانبي يمكن "دفع مالكي المواقع إلى جعل منتدياتهم أكثر جاذبية بمفردهم، ولتعزيز المواقع التي لا تحتوي على منطقة تعليق بمساحة لمشاركة القراء. " رأى المتخصصون في العلاقات العامة الويكي الجانبي كموقع آخر يحتاج إلى إدارة، ولكنه يوفر فرصة للتعامل مع الشكاوى وتحديد" المشكلات الساخنة". توقع مارك بوركوسكي أن "ويكي الجانبي سيتحدى العلاقات العامة من خلال تزويد الجماهير بأداة للتعبير النهائي عن سلطة الناس، وهو شيء لا يمكن احتواؤه وسيحتاج إلى مراقبة مستمرة... ويكي الجانبي سيجعل من المستحيل الترويج لرسالة واحدة وعدم الالتزام بها.". ناقش ArsTechnica بأن التعليقات كانت ذات قيمة مماثلة لتلك الموجودة على المواقع الحالية مثل Digg و Reddit ، واقترحت أنه بدون القدرة الموجودة في ويكيبيديا على حذف وإعادة هيكلة المواد، فقد كان" نظام تعليق مجيد ".

## روابط خارجية
- "جوجل ويكي الجانبي". Google Toolbar Help. YouTube. 22 سبتمبر 2009. اطلع عليه بتاريخ 2010-09-09.